# Icublabia multispinosa
Icublabia multispinosa är en skalbaggsart som beskrevs av Maria Helena M. Galileo och Martins 2003. Icublabia multispinosa ingår i släktet Icublabia och familjen långhorningar. Inga underarter finns listade i Catalogue of Life.